# Von Pölten
von Pölten är en nu utdöd adelssläkt vars rötter, enligt den tyska 1200-talskrönikan Sachsenspiegel, skulle ha blivit adlad vid riksdagen i Mainz 1182.
Släktens svärdssida skall enligt populär vandringssägen ha utdött under trettioåriga kriget 1618-1648. Svärdssidan blev dock helad genom att man lät adoptera en italiensk ministerialier vid namn "J.J.". Huruvida denna sägen har ett uns av sanning i sig är upp till var och en att tro, ehuru en märkvärdig detalj till berättelsen kan vara att det i svenska Riddarhusordningen nämns en fängslad österrikisk adelsman vid namn Josef Jerome von Pölten som skulle ha konverterat och blivit adlad av Axel Oxenstierna efter slaget vid Lützen.